# Kerri Kenney-Silver
Pour les articles homonymes, voir Kenney.
Kerri Kenney-Silver (née le 20 janvier 1970 à Fort Wayne (Indiana)) est une actrice, écrivaine et chanteuse américaine.

## Biographie
Kenney-Silver grandit à Westport (Connecticut) et New York. Elle est la fille de Carol Kenney et Larry Kenney, acteur de doublage.

## Carrière
Au début des années 1990, Kenney-Silver, déjà actrice, est la chanteuse et bassiste du groupe de rock indépendant Cake Like avec l'actrice Nina Hellman, qu'elle a rencontrée au New York University's Experimental Theater Wing, et Jody Seifert, la colocataire de Hellman. Elles n'ont jamais fait de musique. Le groupe se sépare en 1999 quand Kenney-Silver déménage à Los Angeles.
Kenney-Silver étudie à l'université de New York où elle rejoint le groupe de sketchs comiques The New Group qui devient The State. La troupe est choisie pour une émission de sketchs éponyme sur MTV, The State, diffusée entre 1993 et 1995.
Après la dissolution de la troupe, Kenney-Silver continue à travailler avec les membres de la troupe sur d'autres projets. En 1996, elle a co-écrit et joué dans Viva Variety, une parodie des émissions de variétés diffusée sur Comedy Central pendant deux saisons.
En 2000, Kenney-Silver est la voix du personnage de Gravitina dans le dessin animé pour enfants Les Aventures de Buzz l'Éclair. Elle fait plusieurs voix dans la série Nickelodeon Zim l'envahisseur. De plus, elle joue régulièrement dans The Ellen Show. Elle rencontre le succès avec Reno 911, n'appelez pas !, une série sur Comedy Central qui parodie des émissions de téléréalité policières comme COPS, qui met également en vedette d'anciens membres de The State Thomas Lennon, Robert Ben Garant et Joe Lo Truglio. L'émission est arrêtée en 2009 après six saisons.
En juillet 2008, Kenney-Silver fait ses débuts en tant que Dame Delilah, le personnage principal de la web-série Dame Delilah's Fantasy Ranch & Gift Shoppe. Sur le site, des comédiens donnent des témoignages vidéo en tant que personnages travaillant ou visitant la Cat House. Kenney-Silver crée la série qui est produite par son mari, Steve Silver, et Jared Mazzaschi.
Kenney-Silver fait partie du casting de Suburban Shootout, un épisode pilote de l'adaptation de la série britannique du même nom, réalisé et produit par Barry Sonnenfeld pour HBO. Le pilote est tourné dans les Hamptons, à Long Island, en septembre 2008. HBO n'annonce pas si elle reprendrait le pilote pour une saison.
En décembre 2011, on annonce que Kenney-Silver et l'actrice Jamie Denbo développent une nouvelle série pour Comedy Central intitulée Dame Delilah's Rabbit Hole Ranch basée sur la web-série qu'elles avaient précédemment créée et jouée.
De 2016 à 2018, elle tient le rôle récurrent de Syd (la voisine du personnage de Gillian Jacobs) dans la série comique Netflix Love. Elle revient dans la sitcom Superstore de NBC, jouant le rôle de Jerusha Sturgis, l'épouse de Glenn, présentée lors de la troisième saison.
En 2020, Kenney-Silver reprend son rôle d'adjointe Trudy Wiegel dans la septième saison de Reno 911, n'appelez pas ! diffusée sur Quibi. Elle est également apparue dans le film de Paramount+ en 2021, Reno 911! The Hunt for QAnon. La huitième saison de la série, désormais intitulée Reno 911 ! Defunded, est diffusée sur The Roku Channel en février 2022.

## Vie privée
Kenney-Silver est mariée au directeur de la photographie Steven V. Silver. Ils ont un fils né en 2005.

## Filmographie sélective
Cinéma
- 1997 : Love God
- 2001 : Wet Hot American Summer
- 2005 : Service non compris
- 2006 : Pledge This : Panique à la fac !
- 2007 : The Ten
- 2007 : Alerte à Miami : Reno 911 !
- 2007 : Balles de feu
- 2007 : The Comebacks
- 2008 : Les Grands Frères
- 2009 : All About Steve
- 2012 : Peace, Love et plus si affinités
- 2012 : Fun Size
- 2013 : Dealin' with Idiots
- 2016 : Other People
- 2017 : Downsizing
- 2018 : Une drôle de fin

Séries télévisées
- 1993-1995 : The State (26 épisodes)
- 1997 : Viva Variety (16 épisodes)
- 2001-2002 : The Ellen Show (9 épisodes)
- 2003-2009 et depuis 2020 : Reno 911, n'appelez pas ! (124 épisodes)
- 2016-2018 : Love (8 épisodes)
- 2018 : Us and Them (7 épisodes)
- 2018 : Superstore (8 épisodes)
- 2025 : The Four Seasons